# Alex Jones
Alexander Emric (o Emerick) Jones (Dallas, Texas, 11 de febrero de 1974) es un presentador de radio de extrema derecha y teórico de la conspiración estadounidense repetidamente condenado por calumnias, injurias y difamación, provocando que sus críticos fueran acosados y amenazados de muerte por sus seguidores durante años. El 7 de junio de 2024, Jones aceptó liquidar sus bienes para pagar a las familias de las víctimas de la masacre de la Escuela Primaria de Sandy Hook, a las que debe 1487 millones de dólares en concepto de daños y perjuicios.
La revista New York Magazine describió a Jones como «el principal teórico de la conspiración de Estados Unidos» y el Southern Poverty Law Center lo describe como «el teórico de la conspiración más prolífico de la América contemporánea». Presenta el programa El Show de Alex Jones desde Austin (Texas), que la red Genesis Communications Network distribuye por todo Estados Unidos y por Internet. El sitio web de Jones, InfoWars, se basa en teorías conspirativas y noticias falsas, al igual que sus otros sitios web NewsWars y PrisonPlanet.
Jones ha promovido teorías conspirativas en las que alega que el gobierno de Estados Unidos ocultó información o falsificó la masacre de 2012 en la escuela primaria Sandy Hook, el atentado de 1995 en Oklahoma City, los atentados del 11 de septiembre y el alunizaje de 1969. Ha afirmado que varios gobiernos y grandes empresas se han confabulado para crear un «Nuevo Orden Mundial» a través de «crisis económicas fabricadas, tecnología de vigilancia sofisticada y —sobre todo— ataques terroristas de falsa bandera que alimentan una histeria explotable».
Fuentes mainstream han descrito a Jones como conservador, de extrema derecha, alt-right y como teórico de la conspiración. Jones se ha descrito a sí mismo como paleoconservador y libertario. Esta última afirmación es discutida por algunos libertarios.
El 6 de enero de 2021, Jones fue uno de los oradores en un mitin en Lafayette Square en Washington D. C. en apoyo del presidente Donald Trump, antes del asalto al Capitolio de los Estados Unidos en 2021. El 10 de diciembre de 2023, Elon Musk restituyó la cuenta de Alex Jones en X (antes Twitter) después de convocar una votación en la que obtuvo un 70 % de votos a favor del regreso de Jones a la red social.

## Primeros años
Jones nació en 1974 en Dallas (Texas), y creció en el suburbio de Dallas de Rockwall y la ciudad de Austin. Su padre es dentista y su madre es ama de casa. En sus podcasts de video, informa que es de origen irlandés, alemán, galés, en su mayoría inglés, y en parte descendiente de nativos americanos. Fue lineman en el equipo de fútbol de su escuela secundaria y se graduó en el Anderson High School en Austin en 1993. Cuando era adolescente, leyó el libro del periodista conservador Gary Allen None Dare Call It Conspiracy, que tuvo una profunda influencia en él y que él llama «el manual más fácil de leer sobre el Nuevo Orden Mundial». Después de la escuela secundaria, Jones asistió brevemente al Austin Community College, pero abandonó.

## Carrera
Comenzó su carrera en Austin con un programa de televisión por cable, en el que se recibían llamadas en directo. En 1996, Jones cambió de formato por el de la radio, presentando un programa llamado The Final Edition en KJFK (98.9 FM). Ron Paul se postulaba para el Congreso y fue invitado en su programa varias veces. En sus primeros programas, Jones solía hablar de su creencia de que el gobierno de los Estados Unidos estaba detrás del atentado de Oklahoma City en 1995.
En 1998, fue retirado de un mitin del entonces gobernador George W. Bush en el distrito industrial de Bayport, Texas. Jones interrumpió el discurso del gobernador exigiendo que la Reserva Federal y el Consejo de Relaciones Exteriores fueran abolidos. El periodista David Weigel, informando sobre el incidente, dijo que Jones «parecía lanzarse a eventos públicos como si hubiera sido expulsado de otro universo». Ese mismo año fue despedido de KJFK-FM por negarse a ampliar sus temas. Sus puntos de vista estaban haciendo que el programa fuera difícil de vender a los anunciantes, según el gerente de operaciones de la estación.
A principios de 2000, Jones fue uno de los siete candidatos republicanos para el representante estatal en el Texas House District 48, un distrito abierto ubicado en Austin, Texas. Jones declaró que corría «para ser un perro guardián en el interior», pero se retiró de la carrera después de un par de semanas. En julio, un grupo de programadores de radio del Centro de Acceso Comunitario de Austin (ACAC, por sus siglas en inglés) afirmó que Jones utilizaba recursos legales y la política de ACAC para intimidarlos o para hacer que sus programas salieran al aire. Ese mismo año, comenzó a transmitir su programa por Internet desde su casa.
En 2001, su show fue sindicado en aproximadamente cien estaciones. Después de los atentados del 11 de septiembre, Jones comenzó a hablar de una conspiración de la administración Bush como responsable del ataque, lo que causó que varias estaciones que previamente lo apoyaban abandonaran su programa, de acuerdo con Will Bunch.

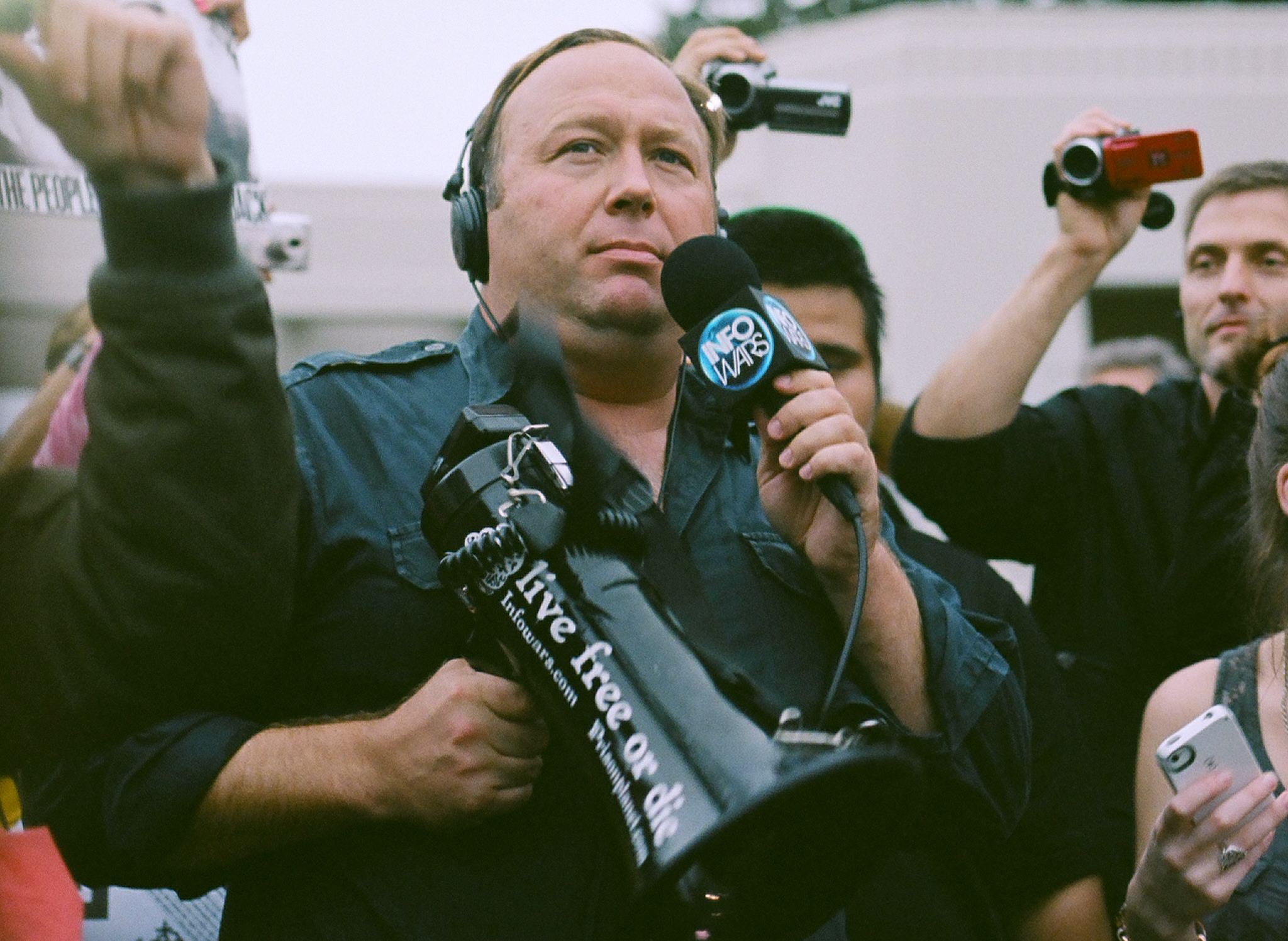
Jones durante una protesta en Dallas en 2014

El 8 de junio de 2006, mientras se dirigía a cubrir una reunión del Grupo Bilderberg en Ottawa, Jones fue detenido en el aeropuerto de Ottawa por autoridades canadienses que confiscaron su pasaporte, equipo de cámara y la mayoría de sus pertenencias. Luego se le permitió ingresar a Canadá legalmente. Jones dijo sobre el motivo de su retención de inmigrantes: «Quiero decir que, en el registro, se necesitan dos para bailar tango. Pude haberlo manejado mejor».
El 8 de septiembre de 2007, fue arrestado mientras protestaba en el cruce entre la Sexta Avenida y la Calle 48 de la Ciudad de Nueva York. Fue acusado de usar un megáfono sin permiso. Otros dos también fueron citados por conducta desordenada cuando su grupo se estrelló en un programa de televisión en vivo con Geraldo Rivera. En un artículo, uno de los compañeros manifestantes de Jones dijo: «Fue ... guerra de información de la guerrilla».
El 21 de julio de 2016, después de la Convención Nacional Republicana de 2016, Jones y Roger Stone comenzaron a planear la destitución de Ted Cruz de su escaño en el Senado después de no haber respaldado a Donald Trump como candidato presidencial republicano, con los posibles rivales Katrina Pierson y Dan Patrick como posibles reemplazos en las elecciones de Texas para el Senado en 2018.
El 23 de enero de 2018, se anunció que Jones trabajaría con Neil Strauss, autor de best sellers del New York Times, en su próximo libro, titulado «La historia secreta del mundo moderno y la guerra para el futuro».

### Condenas
En octubre de 2022, Jones fue condenado a pagar al menos 965 millones de dólares por daños y perjuicios a familiares de las víctimas de la masacre de la Escuela Primaria de Sandy Hook en diciembre de 2012. Jones afirmaba que el ataque fue un engaño del gobierno. El 7 de junio de 2024, Jones aceptó liquidar todos sus bienes para pagar 1487 millones de dólares en concepto de daños y perjuicios.

### Acoso sexual y antisemitismo
En febrero de 2018, Jones fue acusado por dos exempleados de antisemitismo, racismo y acoso sexual a hombres y mujeres. Jones negó las acusaciones. Dos exempleados de Infowars presentaron denuncias por separado contra Jones.

## Controversias

### Vacunas
Jones ha expresado de modo reiterado, y en contra del consenso científico, que la vacunación está relacionada con el desarrollo del autismo.

### Armas meteorológicas
Jones también cree en la existencia de armas meteorológicas. En diciembre de 2016, el sitio web Salon reflejó su afirmación de que «el presidente tiene acceso a armas meteorológicas capaces no solo de crear tornados sino también de moverlos a demanda». Su creencia en la guerra climática ha sido ampliamente reportada por los medios principales. En septiembre de 2017, Jones afirmó que el huracán Irma pudo haber sido geodiseñado.

### Teoría de la conspiración del genocidio blanco
Jones es un creyente en la teoría de la conspiración del genocidio blanco. En el año 2017, Media Matters cubrió su afirmación de que los jugadores de la NFL que protestaban contra el himno nacional estaban «arrodillados ante el genocidio blanco» y la violencia contra los blancos, que el SPLC presentó en sus titulares. El 2 de octubre de 2017, Jones afirmó que los demócratas y los comunistas estaban planeando inminentes ataques de «genocidio blanco». Sus informes y opiniones públicas sobre el tema han recibido apoyo y cobertura de publicaciones y grupos de extrema derecha y ultraconservadores.

### Ataque químico de Jan Sheijun
En abril de 2017, Jones fue criticado por afirmar que el ataque químico de Jan Sheijun era un engaño y una «falsa bandera». Jones afirmó que el ataque fue potencialmente llevado a cabo por el grupo de defensa civil White Helmets, que según él es un frente terrorista afiliado a Al-Qaeda financiado por George Soros.

### Tiroteos en las escuelas
Jones ha sido ampliamente criticado por propagar teorías de conspiración sobre el tiroteo en la Escuela Primaria Sandy Hook en 2012 y sobre el tiroteo en la Escuela Secundaria Stoneman Douglas en el 2018, llegando a calificar ambos como operaciones de falsa bandera diseñadas por defensores del control de armas. En varias ocasiones declaró que «nadie murió» en Sandy Hook y que el superviviente de Stoneman Douglas, David Hogg, era un actor de crisis que interpretaba a uno de los alumnos presentes en el tiroteo. Las afirmaciones hechas por Jones en apoyo de estas teorías conspirativas demostraron ser falsas.

### Restricciones en redes sociales
El 24 de julio de 2018, YouTube eliminó cuatro de los videos de InfoWars citando «políticas de datos de protección a la infancia y contra los discursos de odio», y lanzó una «ofensiva» contra el canal de Infowars. YouTube también suspendió la capacidad del canal para transmitir en vivo. El 27 de julio de 2018, Facebook suspendió el perfil de Jones durante treinta días, y también eliminó los mismos vídeos, justificando sus acciones diciendo que el perfil y los videos violaban las normas de Facebook contra los discursos de odio e intimidación. El 3 de agosto, Stitcher Radio eliminó todos sus podcasts diciendo que eran formas de acoso o lo alentaban.
El 6 de agosto de 2018, Facebook, Apple, YouTube y Spotify eliminaron todo el contenido de Alex Jones e Infowars de sus plataformas por violar sus políticas. Youtube eliminó varios canales asociados con Infowars, incluyendo The Alex Jones Channel, que tenía 2.4 millones de suscripciones antes de su eliminación. Facebook eliminó cuatro páginas relacionadas con Alex Jones e Infowars, afirmando que «se nos ha informado de más contenido de las mismas páginas: tras su revisión, lo hemos eliminado por glorificar la violencia, lo que viola nuestra política de violencia gráfica; y el uso de un lenguaje deshumanizante para describir a las personas que son transgénero, musulmanes e inmigrantes, lo que viola nuestras políticas de discurso de odio». Apple eliminó todos los podcast asociados con Jones desde su plataforma iTunes y su aplicación de podcast.
Jones también había sido removido de Pinterest, Mailchimp y LinkedIn. A principios de agosto de 2018, Jones todavía tenía cuentas activas en Instagram Google+ y Twitter, cuyo CEO Jack Dorsey defendió en un principio su decisión debido a que «no ha violado nuestras reglas». El 6 de septiembre, luego de que Alex Jones acosara públicamente al reportero de CNN Oliver Darcy y a Marco Rubio durante una audiencia del Comité de Inteligencia del Senado con Jack Dorsey y lo transmitiera vía Periscope, Twitter suspendió definitivamente las cuentas de Alex Jones e Infowars.

## En los medios

### Actor
Jones ha aparecido en dos películas de Richard Linklater como actor: «Waking Life» (2001) y «A Scanner Darkly» (2006).

### ElShowde Alex Jones
El programa de radio «El Show de Alex Jones» se difunde nacionalmente, en asociación con Genesis Communications Network, en más de sesenta estaciones de radio AM y FM de los Estados Unidos y en la radio de onda corta WWCR. Las horas de emisión son de 11 a 14 h de lunes a sábado y de 16 a 18 h los domingos. Todos los programas también están disponibles en su web.

## Filmografía
Jones ha creado una serie de vídeos sobre lo que él y otros llaman «el Nuevo Orden Mundial» o «gobierno mundial totalitario», basados en lo que él considera como la erosión de la soberanía de Estados Unidos y de sus libertades civiles, así como la corrupción del poder del gobierno, el engaño corporativo y la cohesión entre diferentes estructuras de poder. Sus películas suelen ofrecer interpretaciones personales a varios hechos actuales y de la historia.

### Productor ejecutivo
- Loose Change: Final Cut (2007).

### Productor
- America: Destroyed by Design (1998).
- America: Wake Up (or Waco) (2000).
- Dark Secrets: Inside Bohemian Grove (2000).
- Martial Law 9/11: Rise of the Police State (2005).
- The Order of Death (2005).
- TerrorStorm: A History of Government-Sponsored Terrorism (2006).
- TerrorStorm: A History of Government-Sponsored Terrorism - Second Edition (2007).
- Endgame: Blueprint for Global Enslavement (2007).
- Endgame 1.5 (2007).
- Fabled Enemies (2008).
- The 9/11 Chronicles: Part 1, Truth Rising (2008).
- The Obama Deception (2009).
- Reflections and Warnings: An Interview with Aaron Russo (2009).
- Invisible Empire (2010).

### Director
- Police State 2000 (1999).
- America: Wake Up (or Waco) (2000).
- Police State 2: The Takeover (2000).
- The Best of Alex Jones (2000).
- Comprehensive Annual Financial Reports: Exposed (2001).
- 9/11: The Road to Tyranny (2002).
- The Masters of Terror: Exposed (2002).
- Police State 3: Total Enslavement (2003).
- Matrix of Evil: Exposed (2003).
- Aftermath: Unanswered Questions from 9/11 (2003).
- American Dictators (2004).
- InfoWars: Music from the Films of Alex Jones (2007) (CD).
- Endgame: Blueprint for Global Enslavement (2007).
- The Obama Deception (2009).
- Fall of the Republic (2009).

### Actor
- Waking Life (2001).
- A Scanner Darkly (2006).

### Sujeto documental
- New World Order (2009).

Jones es el principal sujeto de este documental sobre aquellos que creen en la teoría de la conspiración del Nuevo Orden Mundial. Este documental ha sido creado por los cineastas Luke Mayer y Andrew Neel y ha sido estrenado en el canal de cine independiente Independent Film Channel el 26 de mayo de 2009.